# Muziek voor piano, strijkers en pauken
Muziek voor piano, strijkers en pauken is een compositie van de Letse componist Pēteris Plakidis. Plakidis schreef de compositie als afstudeeroproject; de première vond dan ook als zodanig plaats door het Lets Nationaal Symfonie Orkest onder leiding van Romualds Kalsons; de componist achter de piano. De titel is schatplichtig aan Béla Bartóks Muziek voor strijkers, piano, percussie en celeste.
De compositie begint met een lange langzame klagelijke introductie voor de solopianist; pas na ongeveer 3 minuten voegen de strijkers zich daarbij. De muziek wordt iets vrolijker en ook klinkt het moderner, lijkend op het eerdergenoemde werk van Bartók. Men moet er daarbij aan denken, dat dat werk toen vrijwel onbekend was is de Sovjet-Unie (te formalistisch) en haar vazalstaten. De pauken spelen slechts in één segment een belangrijke rol, de rest van de percussie wordt overgenomen door de pianopartij, als die staccato speelt. Het eendelig werk is een soort pianoconcert met strijkers, maar de strijkerspartij is op zichzelf ook solistisch, de partijen voor piano en strijkers zijn in dit werk even belangrijk, terwijl in de meeste concerto’s de solist zich afzet tegen dan wel samenspeelt met de begeleiding.
In tegenstelling tot de gewoonte van Plakidis geen Letse volksmuziek te nemen als basis voor zijn muziek, kon hij het niet laten in deze compositie er wel één te verstoppen, onherkenbaar voor diegenen die onbekend waren met Letse volksmuziek. Het lied Ej, saulīte drīz pie Dieva (fig: Laat de zon snel opkomen) is een protestlied tegen de jarenlange Duitse en later Russische onderdrukking.

## Bron en discografie
- Uitgave Toccata Classics 004: Riga Kamer Spelers o.l.v. Nornmunds Šnē
- (en)  Oeuvre van Plakidis